# Kawi-Butak
Kawi-Butak – kompleks wygasłych wulkanów we wschodniej części Jawy w Indonezji; zaliczane do stratowulkanów.
Najwyższe szczyty: Gunung Kawi 2551 m n.p.m., Gunung Butak 2868 m n.p.m.
Nie odnotowano żadnych erupcji, wiadomo jednak, że miały miejsce w epoce holocenu.